# 阿萨斯德塞斯托
阿萨斯德塞斯托，是西班牙坎塔布里亚的一个市镇。总面积22平方公里，总人口1220人（2001年），人口密度55人/平方公里。